# Equal Marguerite
Equal Marguerite (Être parent et travailler) est un programme européen qui signifie : Mutualiser et Associer nos Ressources pour Gérer de façon Utile à l’Emploi un Réseau d’Initiatives pour des Temps Équilibrés.

## Un programme Européen Equal
Les programmes Equal sont des appels à projets européens, cofinancés par le FSE (Fonds social européen). Equal soutient des projets expérimentaux et innovants pour lutter contre les discriminations et les inégalités sur le marché du travail, sur une durée moyenne de 3 ans.
Marguerite est l’un des 250 projets 2005-2008 en France.

## Agir pour l'égalité entre les femmes et les hommes
Constitué sous la forme d’un partenariat contractuel, il est à dimension locale, interrégionale et transnationale. Son objectif est d’articuler vie familiale et vie professionnelle, à travers la problématique de l’accueil de l’enfant. L’accueil et la garde d’enfants sont un enjeu « sociétal » qui concerne à la fois la vie professionnelle, la vie sociale et la vie personnelle des parents. « Être parent aujourd'hui, au féminin, comme au masculin c'est conjuguer la vie à tous les temps ». Or, les difficultés pour trouver un mode de garde sont le principal obstacle pour la prise d’emploi ou le maintien dans l’emploi des femmes. C’est pourquoi, agir en ce domaine, c’est agir pour l’égalité professionnelle.

## Les convictions exprimées
- Les modes d’accueil des enfants doivent être adaptés aux besoins des parents, tout en préservant le bien-être des enfants.
- Les emplois résultant des actions Marguerite ne doivent pas déplacer la précarité.
- Quand on parle des parents autour de l’accueil des enfants, c’est presque toujours des mères dont il est question : le programme Marguerite doit agir sur cet état de fait pour aller vers davantage d’égalité des chances entre les femmes et les hommes.
- Développer des modes d’accueil de l’enfant adaptés aux besoins des parents, ainsi que favoriser le dialogue social en amont au sein des entreprises, permettent que l’articulation des temps de vie pour tous soit prise en compte.
- En proposant des services et en défendant des valeurs autour de l’éducation, de la parentalité, de la citoyenneté, Marguerite se place dans le champ de l’économie sociale.

## Les partenaires
MARGUERITE explore les questions d’égalité des chances à travers l’accueil et la garde d’enfants en s’appuyant sur les actions et savoir-faire d’un réseau de partenaires de l’économie sociale et solidaire des régions Bretagne et Pays de la Loire.
- Chambre Régionale de l’Économie Sociale de Bretagne (tête de liste)
- Association Petite Enfance d’Angers
- Association Parents Professionnels du Finistère (APEFI / ACEPP)
- La Conférence des Villes de Bretagne
- FACE Cezam Bretagne
- Fédération Animation Rurale 44
- Mutualité Atlantique Enfance & Famille
- Mutualité Sociale Agricole du Maine-et-Loire
- Mutualité Française des Côtes d’Armor
- PARENbouge
- Initiatives Compétences SCOP OXALIS

## Actions et expérimentations
Neuf expérimentations territoriales et thématiques ont été menées en 2005, 2006 et 2007 :
- recensement des besoins exprimés par les parents, en leur qualité d’actifs, ou d’usagers de services, ou d’habitants ;
- développement de services (crèche inter-entreprise, réseau de garde à domicile, crèche saisonnière, service solidaire de transport, etc.)
- formations,
- sensibilisation d’élus et de partenaires sociaux, etc.

Toutes ont le même objectif mais des processus variés de mobilisation de partenaires locaux et des parents. Elles représentent désormais une dynamique forte d’innovations.
La spécificité de la démarche de travail se base sur la participation des parents, levier du programme MARGUERITE.
Les innovations se révèlent articuler les 3 dimensions du développement durable : économique (coopérations inter-entreprises, services périphériques à l’emploi), social (qualité de services éducatifs communautaires supports de parcours familiaux diversifiés), environnemental (nouvelles pratiques éco-responsables avec les professionnels des services et les jeunes parents).

## Equal Time
En tant que programme européen, Marguerite s’inscrit dans un partenariat transnational connu sous le nom de « EQUAL TIME ». L’activité transnationale est développée avec :
- en Italie, TEMPO, programme porté par les Villes de Florence et de Prato, avec la perspective d’un bureau des temps et de services aux habitants,
- en Espagne, CONCILIARAS, programme porté par la commune d’Alaquàs, avec la perspective de changements socioculturels sur les rôles masculin / féminin.

Des rencontres sont organisées afin de disposer d'un temps de travail privilégié entre partenaires transnationaux et représentent des points d’étape et d’évaluation.
L'objectif est de faire progresser l'égalité à travers les productions communes suivantes :
- un modèle d’intervention en matière de politiques d’articulation des temps,
- des recommandations à l’usage des administrations locales, régionales et nationales sur les politiques d’articulation des temps,
- et bien sûr, l’application d’une méthodologie de contrôle et d’évaluation de ce travail commun.

## Diffusion des résultats
Après trois ans d’actions et de réflexions communes, la phase d’action du programme s’est achevée le 31 décembre 2007.
Les partenaires MARGUERITE ont souhaité partager leur démarche et leurs conclusions pour que les initiatives se multiplient. Ils engagent pour 2008 une phase de capitalisation et de diffusion des résultats. Une partie des productions du programme Equal MARGUERITE est accessible sur le site de Marguerite.